# Egzamin do państwowego zasobu kadrowego
Egzamin do państwowego zasobu kadrowego – sprawdzian wiedzy, umiejętności i predyspozycji kierowniczych przewidziany przez ustawę o państwowym zasobie kadrowym i wysokich stanowiskach państwowych z 2006 r., uchyloną w 2009 r. ustawą o służbie cywilnej.
Pozytywne złożenie tego egzaminu umożliwiało uzyskanie świadectwa potwierdzającego kwalifikacje do pracy na wysokim stanowisku państwowym, w państwowym zasobie kadrowym. Egzamin co najmniej trzykrotnie w ciągu roku przeprowadzała Krajowa Szkoła Administracji Publicznej. Osoba przystępująca do egzaminu wnosiła opłatę w wysokości 50% minimalnego wynagrodzenia za pracę, opłata ta stanowiła przychód KSAP. Szczegółowe zasady organizacji egzaminu regulowało rozporządzenie Prezesa Rady Ministrów.